# Aenictus wudangshanensis
Aenictus wudangshanensis (лат.) — вид муравьёв-кочевников из рода Aenictus. Юго-Восточная Азия (Wudangshan Nature Reserve, провинция Хубэй, Китай).

## Описание
Длина рабочих около 3 мм (2,31—3,15 мм). От близких видов (Aenictus thailandianus) отличается следующими признаками: передний край наличника четко вогнут, субпетиолярный отросток прямоугольный, а весь пронотум блестящий со слабой микроретикуляцией. Усики 10-члениковые. Голова и брюшко блестящие. Стебелёк между грудью и брюшком у рабочих состоит из двух члеников, а у самок и самцов — из одного (петиоль). Вид был впервые описан в 2015 году, а его валидный статус подтверждён в ходе ревизии, проведённой в 2023 году индийскими мирмекологами Таруном Дхадвалом и Химендером Бхарти (Department of Zoology and Environment Sciences, Punjabi University, Патиала, Индия). Включён в состав видовой группы Aenictus ceylonicus, крупнейшей среди всех групп рода Aenictus (в группе около 40 из примерно 200 всех его видов).